# Дискография The Prodigy
The Prodigy — британский музыкальный коллектив, образовавшийся в 1990 году и являющийся одним из пионеров жанра бигбит. Дискография The Prodigy состоит из семи студийных альбомов, одного сборника, двадцати одного сингла, двадцати двух видеоклипов, одного концертного и видеоальбома. Также в дискографию группы входит сборник, записанный Лиамом Хаулеттом и состоящий из миксов композиций различных исполнителей.

## Альбомы

### Студийные альбомы
| Название                                                    | Информация об альбоме                                                              | Высшая позиция в чартах | Высшая позиция в чартах | Высшая позиция в чартах | Высшая позиция в чартах | Высшая позиция в чартах | Высшая позиция в чартах | Высшая позиция в чартах | Высшая позиция в чартах | Высшая позиция в чартах | Высшая позиция в чартах | Продажи                                       | Сертификации |
| Название                                                    | Информация об альбоме                                                              | UK                      | AUS                     | AUT                     | BEL                     | FIN                     | GER                     | IRL                     | NLD                     | NOR                     | US                      | Продажи                                       | Сертификации |
| ----------------------------------------------------------- | ---------------------------------------------------------------------------------- | ----------------------- | ----------------------- | ----------------------- | ----------------------- | ----------------------- | ----------------------- | ----------------------- | ----------------------- | ----------------------- | ----------------------- | --------------------------------------------- | --- |
| Experience                                                  | - Выпущен: 28 сентября 1992 - Лейбл: XL - Формат: CD, CS, LP                       | 12                      | 163                     | —                       | —                       | 39                      | 75                      | —                       | 20                      | —                       | —                       | - UK: 377,196                                 | - BPI: Платиновый |
| Music for the Jilted Generation                             | - Выпущен: 4 июля 1994 - Лейбл: XL - Формат: CD, CS, LP                            | 1                       | 9                       | 7                       | 22                      | 1                       | 11                      | 65                      | 5                       | 12                      | 198                     | - UK: 813,265                                 | - BPI: 2× Платиновый - ARIA: Платиновый - IFPI FIN: Золотой                                                                                   |
| The Fat of the Land                                         | - Выпущен: 30 июня 1997 - Лейбл: XL - Формат: CD, CS, LP                           | 1                       | 1                       | 1                       | 2                       | 1                       | 1                       | 1                       | 1                       | 1                       | 1                       | - FIN: 42,426 - US: 2,800,000 - UK: 1,432,579 | - BPI: 4× Платиновый - ARIA: 2× Платиновый - BEA: Платиновый - BVMI: Золотой - IFPI AUT: Золотой - IFPI FIN: Платиновый - RIAA: 2× Платиновый |
| Always Outnumbered, Never Outgunned                         | - Выпущен: 11 августа 2004 - Лейбл: XL - Формат: CD, LP, ЦС                        | 1                       | 5                       | 8                       | 8                       | 7                       | 6                       | 3                       | 4                       | 5                       | 62                      | - UK: 230,248 - US: 85,000 - Европа: 250,000  | - BPI: Золотой |
| Invaders Must Die                                           | - Выпущен: 18 февраля 2009 - Лейбл: Take Me to the Hospital - Формат: CD, LP, ЦС   | 1                       | 3                       | 5                       | 4                       | 9                       | 3                       | 3                       | 3                       | 10                      | 58                      | - Мир: 1,300,000 - UK: 701,916 - US: 64,000   | - BPI: 2× Платиновый - ARIA: Золотой - BVMI: Золотой - IFPI AUT: Золотой                                                                      |
| The Day Is My Enemy                                         | - Выпущен: 30 марта 2015 - Лейбл: Take Me to the Hospital - Формат: CD, LP, ЦС     | 1                       | 8                       | 10                      | 6                       | 7                       | 6                       | 4                       | 2                       | 17                      | 127                     | - UK: 130,764                                 | - BPI: Золотой |
| No Tourists                                                 | - Выпущен: 2 ноября 2018 - Лейбл: Take Me to the Hospital - Формат: CD, LP, CS, ЦС | 1                       | 19                      | 15                      | 30                      | 7                       | 6                       | 18                      | 21                      | —                       | —                       | - UK: 48,151                                  | - BPI: Серебряный |
| «—» знак означает что данный альбом не попал в данный чарт. |                                                                                    |                         |                         |                         |                         |                         |                         |                         |                         |                         |                         |                                               | |

### Концертные альбомы
| Название        | Детали                                                                                       | Высшие позиции в чартах | Высшие позиции в чартах | Высшие позиции в чартах | Высшие позиции в чартах | Высшие позиции в чартах | Высшие позиции в чартах | Высшие позиции в чартах | Высшие позиции в чартах | Высшие позиции в чартах | Высшие позиции в чартах |
| Название        | Детали                                                                                       | UK                      | AUT                     | BEL (FL)                | BEL (WA)                | GER                     | FRA                     | IRL                     | NLD                     | NOR                     | US Dance                |
| --------------- | -------------------------------------------------------------------------------------------- | ----------------------- | ----------------------- | ----------------------- | ----------------------- | ----------------------- | ----------------------- | ----------------------- | ----------------------- | ----------------------- | ----------------------- |
| World’s on Fire | - Релиз: 23 мая 2011 - Лейблы: Take Me to the Hospital, Cooking Vinyl - Форматы: CD, DVD, ЦД | 5                       | 29                      | 26                      | 26                      | 15                      | 128                     | 28                      | 39                      | 34                      | 15                      |

### Сборники
| Название                         | Детали                                                                                     | Высшие позиции в чартах | Высшие позиции в чартах | Высшие позиции в чартах | Высшие позиции в чартах | Высшие позиции в чартах | Высшие позиции в чартах | Высшие позиции в чартах | Высшие позиции в чартах | Высшие позиции в чартах | Высшие позиции в чартах | Сертификация         |
| Название                         | Детали                                                                                     | UK                      | AUS                     | AUT                     | BEL (FL)                | FIN                     | GER                     | NLD                     | NOR                     | NZ                      | US Dance                | Сертификация         |
| -------------------------------- | ------------------------------------------------------------------------------------------ | ----------------------- | ----------------------- | ----------------------- | ----------------------- | ----------------------- | ----------------------- | ----------------------- | ----------------------- | ----------------------- | ----------------------- | -------------------- |
| Their Law: The Singles 1990–2005 | - Релиз: 17 октября 2005 - Лейбл: XL, Maverick - Форматы: CD, DVD, компакт-кассета, LP, ЦД | 1                       | 1                       | 34                      | 21                      | 38                      | 45                      | 18                      | 26                      | 11                      | 8                       | - BPI: 2× Платиновая |

### Видеоальбомы
| Electronic Punks | - Релиз: 15 октября 1996 - Лейбл: XL, MTV - Формат: VHS | 3 |

### Альбомы ремиксов
| Название                            | Детали                                                                  | Высшие позиции в чартах | Высшие позиции в чартах | Высшие позиции в чартах | Высшие позиции в чартах |
| Название                            | Детали                                                                  | FIN                     | NLD                     | SWE                     | US                      |
| ----------------------------------- | ----------------------------------------------------------------------- | ----------------------- | ----------------------- | ----------------------- | ----------------------- |
| The Dirtchamber Sessions Volume One | - Релиз: 22 февраля 1999 - Лейбл: XL - Форматы: CD, компакт-кассета, LP | 24                      | 34                      | 35                      | 136                     |

### Мини-альбомы
| Название            | Детали                                                                               |
| ------------------- | ------------------------------------------------------------------------------------ |
| What Evil Lurks     | - Релиз: Февраль 1991 - Лейбл: XL - Форматы: LP                                      |
| Voodoo People       | - Релиз: 7 ноября 1995 - Лейблы: XL, Mute - Форматы: CD, компакт-кассета             |
| Baby’s Got a Temper | - Релиз: 1 июля 2002 - Лейблы: XL, Maverick - Форматы: CD, DVD, VHS, компакт-кассета |

## Синглы
| Название                         | Год  | Высшие позиции в чартах | Высшие позиции в чартах | Высшие позиции в чартах | Высшие позиции в чартах | Высшие позиции в чартах | Высшие позиции в чартах | Высшие позиции в чартах | Высшие позиции в чартах | Высшие позиции в чартах | Высшие позиции в чартах | Сертификация                                                                   | Альбом                              |
| Название                         | Год  | UK                      | AUS                     | AUT                     | BEL (FL)                | FIN                     | GER                     | IRL                     | NLD                     | NOR                     | US                      | Сертификация                                                                   | Альбом                              |
| -------------------------------- | ---- | ----------------------- | ----------------------- | ----------------------- | ----------------------- | ----------------------- | ----------------------- | ----------------------- | ----------------------- | ----------------------- | ----------------------- | ------------------------------------------------------------------------------ | ----------------------------------- |
| «Charly»                         | 1991 | 3                       | —                       | —                       | —                       | —                       | —                       | 9                       | —                       | —                       | —                       | - BPI: Серебряная                                                              | Experience                          |
| «Everybody in the Place»         | 1991 | 2                       | —                       | —                       | —                       | —                       | —                       | 2                       | 65                      | —                       | —                       |                                                                                | Experience                          |
| «Fire» / «Jericho»               | 1992 | 11                      | —                       | —                       | —                       | —                       | —                       | 15                      | —                       | —                       | —                       |                                                                                | Experience                          |
| «Out of Space»                   | 1992 | 5                       | —                       | —                       | —                       | —                       | 15                      | 6                       | —                       | —                       | —                       | - BPI: Серебряная                                                              | Experience                          |
| «Wind It Up (Rewound)»           | 1993 | 11                      | —                       | —                       | —                       | —                       | —                       | 6                       | 37                      | —                       | —                       |                                                                                | Experience                          |
| «One Love»                       | 1993 | 8                       | —                       | —                       | —                       | —                       | —                       | 3                       | —                       | —                       | —                       |                                                                                | Music for the Jilted Generation     |
| «No Good (Start the Dance)»      | 1994 | 4                       | 45                      | 6                       | —                       | —                       | 4                       | 3                       | 3                       | 7                       | —                       |                                                                                | Music for the Jilted Generation     |
| «Voodoo People»                  | 1994 | 13                      | 24                      | —                       | —                       | —                       | 10                      | 7                       | 20                      | —                       | —                       |                                                                                | Music for the Jilted Generation     |
| «Poison»                         | 1995 | 15                      | —                       | —                       | —                       | —                       | —                       | 3                       | —                       | 5                       | —                       |                                                                                | Music for the Jilted Generation     |
| «Firestarter»                    | 1996 | 1                       | 22                      | 8                       | 17                      | 1                       | 6                       | 2                       | 14                      | 1                       | 30                      | - BPI: Золотая - IFPI FIN: Золотая - RIAA: Золотая                             | The Fat of the Land                 |
| «Breathe»                        | 1996 | 1                       | 2                       | 6                       | 7                       | 1                       | 8                       | 1                       | 14                      | 1                       | —                       | - BPI: Платиновая - ARIA: 2× Платиновая - BVMI: Золотая - IFPI FIN: Платиновая | The Fat of the Land                 |
| «Smack My Bitch Up»              | 1997 | 8                       | 41                      | —                       | —                       | 1                       | 51                      | 6                       | 22                      | 8                       | 89                      |                                                                                | The Fat of the Land                 |
| «Baby’s Got a Temper»            | 2002 | 5                       | 36                      | 35                      | 66                      | 7                       | —                       | 14                      | 37                      | 13                      | —                       |                                                                                | Неальбомный сингл                   |
| «Girls»                          | 2004 | 19                      | —                       | —                       | 68                      | 18                      | —                       | 27                      | 28                      | —                       | —                       |                                                                                | Always Outnumbered, Never Outgunned |
| «Hotride»                        | 2004 | —                       | —                       | —                       | —                       | —                       | —                       | 40                      | —                       | —                       | —                       |                                                                                | Always Outnumbered, Never Outgunned |
| «Spitfire»                       | 2005 | 107                     | —                       | —                       | —                       | —                       | —                       | —                       | —                       | —                       | —                       |                                                                                | Always Outnumbered, Never Outgunned |
| «Voodoo People (Pendulum Remix)» | 2005 | 20                      | —                       | —                       | —                       | —                       | —                       | 27                      | 59                      | 20                      | —                       |                                                                                | Their Law: The Singles 1990—2005    |
| «Invaders Must Die»              | 2008 | 49                      | 58                      | —                       | —                       | —                       | —                       | —                       | —                       | —                       | —                       |                                                                                | Invaders Must Die                   |
| «Omen»                           | 2009 | 4                       | 83                      | 22                      | 66                      | —                       | 28                      | 28                      | 75                      | —                       | —                       | - BPI: Серебряная                                                              | Invaders Must Die                   |
| «Warrior’s Dance»                | 2009 | 9                       | —                       | —                       | —                       | —                       | 64                      | 44                      | —                       | —                       | —                       | - BPI: Серебряная                                                              | Invaders Must Die                   |
| «Take Me to the Hospital»        | 2009 | 38                      | —                       | —                       | —                       | —                       | —                       | —                       | —                       | —                       | —                       |                                                                                | Invaders Must Die                   |
| «Nasty»                          | 2015 | 98                      | —                       | —                       | —                       | —                       | —                       | —                       | —                       | —                       | —                       |                                                                                | The Day Is My Enemy                 |
| «The Day Is My Enemy»            | 2015 | —                       | —                       | —                       | —                       | —                       | —                       | —                       | —                       | —                       | —                       |                                                                                | The Day Is My Enemy                 |
| «Wild Frontier»                  | 2015 | 197                     | —                       | —                       | 117                     | —                       | —                       | —                       | —                       | —                       | —                       |                                                                                | The Day Is My Enemy                 |
| «Wall of Death»                  | 2015 | —                       | —                       | —                       | —                       | —                       | —                       | —                       | —                       | —                       | —                       |                                                                                | The Day Is My Enemy                 |
| «Ibiza»                          | 2015 | —                       | —                       | —                       | 140                     | —                       | —                       | —                       | —                       | —                       | —                       |                                                                                | The Day Is My Enemy                 |
| «Need Some1»                     | 2018 | —                       | —                       | —                       | —                       | —                       | —                       | —                       | —                       | —                       | —                       |                                                                                | No Tourists                         |
| «Light Up the Sky»               | 2018 | —                       | —                       | —                       | —                       | —                       | —                       | —                       | —                       | —                       | —                       |                                                                                | No Tourists                         |
| «Fight Fire With Fire»           | 2018 | —                       | —                       | —                       | —                       | —                       | —                       | —                       | —                       | —                       | —                       |                                                                                | No Tourists                         |
| «We Live Forever»                | 2018 | —                       | —                       | —                       | —                       | —                       | —                       | —                       | —                       | —                       | —                       |                                                                                | No Tourists                         |
| «—» не занимал позицию в чарте.  |      |                         |                         |                         |                         |                         |                         |                         |                         |                         |                         |                                                                                |                                     |

## Видеоклипы
| Название                         | Год  | Режиссёр              |
| -------------------------------- | ---- | --------------------- |
| «Charly»                         | 1991 | Рассел Кёртис         |
| «Everybody in the Place»         | 1991 | Рассел Кёртис         |
| «Fire»                           | 1992 | Рассел Кёртис         |
| «Out of Space»                   | 1992 | Рассел Кёртис         |
| «Wind It Up (Rewound)»           | 1993 | Рассел Кёртис         |
| «One Love»                       | 1993 | Hyperbolic Systems    |
| «No Good (Start the Dance)»      | 1994 | Уолтер Стерн          |
| «Voodoo People»                  | 1994 | Уолтер Стерн          |
| «Poison»                         | 1995 | Уолтер Стерн          |
| «Firestarter»                    | 1996 | Уолтер Стерн          |
| «Breathe»                        | 1996 | Уолтер Стерн          |
| «Smack My Bitch Up»              | 1997 | Юнас Окерлунд         |
| «Baby’s Got a Temper»            | 2002 | Traktor               |
| «Girls»                          | 2004 | Мэт Кок, Джулиан Хаус |
| «Hotride»                        | 2004 | Даниэль Леви          |
| «Spitfire»                       | 2005 | Тим Куэлтро           |
| «Voodoo People» (Pendulum Remix) | 2005 | Рон Скальпелло        |
| «Invaders Must Die»              | 2008 | Корделия Планкет      |
| «Omen»                           | 2009 | Пол Дагдэйл           |
| «Warrior’s Dance»                | 2009 | Корин Харди           |
| «Take Me to the Hospital»        | 2009 | Пол Дагдэйл           |
| «Run with the Wolves»            | 2010 | Роб Уикстед           |
| «Nasty»                          | 2015 | Оливер Джонс          |
| «Wild Frontier»                  | 2015 | Маша Хальберстад      |
| «Wall of Death»                  | 2015 | -                     |
| «Ibiza»                          | 2015 | -                     |
| «Need Some1»                     | 2018 | Пако Ротерта          |
| «Light Up the Sky»               | 2018 | -                     |
| «Timebomb Zone»                  | 2018 | Пако Ротерта          |